# Visions of Europe
Visions of Europe es un álbum en directo de la banda finlandesa de power Metal Stratovarius. Contiene dos CD con grandes éxitos de la banda. Fue grabado en Grecia e Italia salió a la venta el 7 de julio de 1998 y alcanzó el puesto número 6 quedándose ahí por 9 semanas en Finlandia. El 21 de octubre de 2016 el sello discográfico Edel Music relanzó nuevamente el disco con nueva portada y remasterizado.

## Lista de canciones
| 1. "Réquiem" (Instrumental) - 1:34 2. "Forever Free" - 6:35 3. "The Kiss Of Judas" - 6:39 4. "Father Time" - 5:09 5. "Distant Skies" - 4:33 6. "Season of Change" - 7:18 7. "Speed of Light" - 3:35 8. "Twilight Symphony" - 7:16 | 1. "Holy Solos" (Instrumental) - 11:14 2. "Visions" (Southern Cross) - 10:11 3. "Will The Sun Rise" - 6:57 4. "Forever" - 3:48 5. "Black Diamond" - 6:14 6. "Against The Wind" - 5:46 7. "Paradise" - 4:53 8. "Legions" - 6:35 |

## Miembros
- Timo Kotipelto: voces
- Timo Tolkki: guitarra eléctrica
- Jari Kainulainen: bajo
- Jens Johansson: teclado
- Jörg Michael: batería

## Posicionamiento
| Año  | Lista     | País                 | Posición |
| ---- | --------- | -------------------- | -------- |
| 1998 | Finlandia | Bandera de Finlandia | 6        |